# CD84
CD84 (Cluster de Différenciation 84) est une protéine présente chez l'homme et codée par le gène CD84 situé sur le chromosome 1 humain.

## La fonction
Membre de la superfamille des Immunoglobulines et du sous-groupe du CD2. Comme CD84, il y a des similarités, elle a conservé des ponts disulfures ainsi que la fonction de l'adhérence des interactions entre les lymphocytes T et les cellules accessoires.

## Interactions
Il a été montré que CD84 peut interagir avec SH2D1A,,,.